# ベン・タメイフナ
ベン・タメイフナ（Ben Tameifuna、1991年8月30日 - ）は、トップ14ユニオン・ボルドー・ベグルに所属するラグビー選手。

## プロフィール
- ニュージーランド・オークランド出身。
- ポジションはプロップ(PR)。
- 身長 182cm、体重 134kg
- 叔父のソナ・タウマロロもラグビー選手[1](トンガ代表)。
- U20ニュージーランド代表に選ばれた[2]。
- トンガ代表キャップは30(2023年8月現在）でラグビーワールドカップ2019・ラグビーワールドカップ2023のトンガ代表に選ばれた[3][4]。

## 略歴
ホークスベイ、チーフス、ワイカトを経て、2015年、ラシン92に加入。
2020年、ボルドーに加入。